# Rautatientori (metrostation)
Rautatientori (Spoorwegplein Zweeds: Järnvägstorget) is een station van de metro van Helsinki. Het station is het meest centraal gelegen metrostation van Helsinki, via de stationstunnel is het verbonden met het Centraal Station van Helsinki.
Het station, ontworpen door Rolf Björkstam, Erkki Heino, en Eero Kostiainen, werd geopend op 1 juli 1982. Station Rautatientori ligt 500 meter ten oosten van het metrostation Kamppi; de afstand tot het volgende station in oostelijke richting, Universiteit van Helsinki, bedraagt 600 meter. Het station ligt op een diepte van 27 meter onder maaiveld (22 meter onder zeeniveau).
Kivenlahti · 
Espoonlahti · 
Soukka · 
Kaitaa · 
Finnoo · 
Matinkylä ·
Niittykumpu ·
Urheilupuisto ·
Tapiola ·
Aalto-yliopisto ·
Keilaniemi ·
Koivusaari ·
Lauttasaari ·
Ruoholahti ·
Kamppi ·
Rautatientori ·
Helsingin yliopisto ·
Hakaniemi ·
Sörnäinen ·
Kalasatama ·
Kulosaari ·
Herttoniemi ·
Siilitie · 
Itäkeskus
Noordelijke tak:
Myllypuro ·
Kontula ·
Mellunmäki
Oostelijke tak:
Puotila ·
Rastila ·
Vuosaari